# Varese Calcio 1972-1973
Questa voce raccoglie le informazioni riguardanti il Varese Calcio nelle competizioni ufficiali della stagione 1972-1973.

## Stagione
Nella stagione 1972-1973 il Varese disputa il campionato di Serie B, ottiene 42 punti ed il sesto posto in classifica. Il torneo è stato vinto dal Genoa con 53 punti, seconde con 49 punti il Cesena ed il Foggia, queste tre squadre salgono in Serie A. Retrocedono in Serie C il Mantova ed il Monza con 31 punti, ed il Lecco con 25 punti.
Il Varese affidato alle cure del suo ex difensore Pietro Maroso disputa un buon campionato, raccoglie 22 punti nel girone di andata a ridosso delle prime, cede qualche posizione nel girone di ritorno dove raccoglie 20 punti. Con 9 reti il miglior marcatore biancorosso è Riccardo Mascheroni di cui 8 in campionato ed 1 in Coppa Italia, bene anche il Giovane Egidio Calloni autore di 8 reti, 7 in campionato ed 1 in Coppa Italia, rientrato dal prestito al Verbania dove aveva realizzato 15 centri. Si è messo in bella evidenza in questa stagione il giovane difensore Claudio Gentile che al termine del torneo passa alla Juventus ed avrà un roseo futuro anche in nazionale. Prima del campionato nella Coppa Italia il Varese disputa il primo girone di qualificazione, vinto dalla Juventus con 6 punti davanti al Varese con 5 punti.

## Organigramma societario
Area direttiva
- Presidente: Guido Borghi

Area tecnica
- Allenatore: Pietro Maroso

## Rosa
| N. |                   | Ruolo | Calciatore        |
| -- | ----------------- | ----- | ----------------- |
|    | Italia (bandiera) | P     | Dario Barluzzi    |
|    | Italia (bandiera) | P     | Carlo Della Corna |
|    | Italia (bandiera) | P     | Leopoldo Fabris   |
|    | Italia (bandiera) | D     | Gabriele Andena   |
|    | Italia (bandiera) | D     | Claudio Gentile   |
|    | Italia (bandiera) | D     | Marco Riva        |
|    | Italia (bandiera) | D     | Matteo Spinelli   |
|    | Italia (bandiera) | D     | Giorgio Valmassoi |
|    | Italia (bandiera) | C     | Giuliano Belluzzi |
|    | Italia (bandiera) | C     | Patrizio Bonafè   |
|    | Italia (bandiera) | C     | Ambrogio Borghi   |

| N. |                   | Ruolo | Calciatore          |
| -- | ----------------- | ----- | ------------------- |
|    | Italia (bandiera) | C     | Nicola Fusaro       |
|    | Italia (bandiera) | C     | Gianpiero Marini    |
|    | Italia (bandiera) | C     | Lionello Massimelli |
|    | Italia (bandiera) | C     | Enrico Prato        |
|    | Italia (bandiera) | A     | Italo Bonatti       |
|    | Italia (bandiera) | A     | Egidio Calloni      |
|    | Italia (bandiera) | A     | Duino Gorin         |
|    | Italia (bandiera) | A     | Giacomo La Rosa     |
|    | Italia (bandiera) | A     | Giacomo Libera      |
|    | Italia (bandiera) | A     | Riccardo Mascheroni |

## Risultati

### Serie B

#### Girone di andata
| Arbitro: | Panzino (Catanzaro) |

|  |           |           |
|  | Marcatori | 60’ Prato |

| Arbitro: | Prati (Parma) |

|  |           |                        |
|  | Marcatori | 81’ Righi 90’ Graziani |

| Arbitro: | Giunti (Arezzo) |

|                     |           |                            |
| Enzo 8’ Carrera 78’ | Marcatori | 55’, 80’ (rig.) E. Calloni |

| Varese 8 ottobre 1972 4ª giornata | Varese                     | 0 – 0 | Bari | Stadio Franco Ossola\| Arbitro: \| Trinchieri (Reggio Emilia) \| |
| Arbitro:                          | Trinchieri (Reggio Emilia) |       |      |                                                                  |

| Arbitro: | Bianchi (Firenze) |

|                            |           |             |
| E. Calloni 40’ (rig.), 82’ | Marcatori | 8’ Franzoni |

| Arbitro: | Pieroni (Roma) |

|                                     |           |  |
| Spelta 10’ Rizzo 29’ C. Petrini 47’ | Marcatori |  |

| Arbitro: | Schena (Foggia) |

|                |           |  |
| Mascheroni 17’ | Marcatori |  |

| Arbitro: | Cantelli (Firenze) |

|           |           |                           |
| Urban 29’ | Marcatori | 53’ Libera 78’ Massimelli |

| Arbitro: | Marino (Taranto) |

|           |           |  |
| Gorin 38’ | Marcatori |  |

| Arbitro: | Calì (Roma) |

|                     |           |                |
| Braida 5’ Festa 49’ | Marcatori | 17’ Mascheroni |

| Varese 26 novembre 1972 11ª giornata | Varese             | 0 – 0 | Reggina | Stadio Franco Ossola\| Arbitro: \| Reggiani (Bologna) \| |
| Arbitro:                             | Reggiani (Bologna) |       |         |                                                          |

| Arbitro: | Barbaresco (Cormons) |

|                           |           |  |
| Vignando 32’ Spagnolo 72’ | Marcatori |  |

| Varese 10 dicembre 1972 13ª giornata | Varese         | 0 – 0 | Genoa | Stadio Franco Ossola\| Arbitro: \| Trono (Torino) \| |
| Arbitro:                             | Trono (Torino) |       |       |                                                      |

| Arbitro: | Carminati (Milano) |

|            |           |                |
| Turini 76’ | Marcatori | 33’ Massimelli |

| Arbitro: | Moretto (San Donà di Piave) |

|                      |           |               |
| Borghi 37’ Gorin 44’ | Marcatori | 89’ Romanzini |

| Arbitro: | Lazzaroni (Milano) |

|                           |           |  |
| Mascheroni 34’ Libera 85’ | Marcatori |  |

| Arbitro: | Ciacci (Firenze) |

|              |           |                |
| Picat Re 52’ | Marcatori | 85’ Massimelli |

| Arbitro: | Branzoni (Pavia) |

|           |           |  |
| Gorin 56’ | Marcatori |  |

| Arbitro: | Pieroni (Roma) |

|             |           |  |
| Delneri 48’ | Marcatori |  |

#### Girone di ritorno
| Arbitro: | Calì (Roma) |

|                           |           |  |
| Mascheroni 6’, 47’ (rig.) | Marcatori |  |

| Arezzo 11 febbraio 1973 21ª giornata | Arezzo          | 0 – 0 | Varese | Stadio Comunale\| Arbitro: \| Serafino (Roma) \| |
| Arbitro:                             | Serafino (Roma) |       |        |                                                  |

| Varese 18 febbraio 1973 22ª giornata | Varese                 | 0 – 0 | Novara | Stadio Franco Ossola\| Arbitro: \| Martinelli (Catanzaro) \| |
| Arbitro:                             | Martinelli (Catanzaro) |       |        |                                                              |

| Bari 25 febbraio 1973 23ª giornata | Bari                 | 0 – 0 | Varese | Stadio della Vittoria\| Arbitro: \| Barbaresco (Cormons) \| |
| Arbitro:                           | Barbaresco (Cormons) |       |        |                                                             |

| Arbitro: | Menegali (Roma) |

|                 |           |  |
| Giannattasio 7’ | Marcatori |  |

| Arbitro: | Ciacci (Firenze) |

|                          |           |  |
| Mascheroni 53’ Gorin 85’ | Marcatori |  |

| Arbitro: | Menicucci (Firenze) |

|          |           |                |
| Fara 56’ | Marcatori | 21’ Mascheroni |

| Arbitro: | Trinchieri (Reggio Emilia) |

|                      |           |  |
| Prato 10’ Fusaro 80’ | Marcatori |  |

| Mantova 8 aprile 1973 28ª giornata | Mantova          | 0 – 0 | Varese | Stadio Danilo Martelli\| Arbitro: \| Bernardis (Roma) \| |
| Arbitro:                           | Bernardis (Roma) |       |        |                                                          |

| Varese 15 aprile 1973 29ª giornata | Varese          | 0 – 0 | Cesena | Stadio Franco Ossola\| Arbitro: \| Serafino (Roma) \| |
| Arbitro:                           | Serafino (Roma) |       |        |                                                       |

| Reggio Calabria 22 aprile 1973 30ª giornata | Reggina            | 0 – 0 | Varese | Stadio Oreste Granillo\| Arbitro: \| Michelotti (Parma) \| |
| Arbitro:                                    | Michelotti (Parma) |       |        |                                                            |

| Varese 29 aprile 1973 31ª giornata | Varese                    | 0 – 0 | Reggiana | Stadio Franco Ossola\| Arbitro: \| Turiano (Reggio Calabria) \| |
| Arbitro:                           | Turiano (Reggio Calabria) |       |          |                                                                 |

| Arbitro: | Ciacci (Firenze) |

|                                      |           |                                   |
| Corradi 49’ A. Bordon 63’ Simoni 71’ | Marcatori | 23’ Gentile 78’ (rig.) Mascheroni |

| Arbitro: | Schena (Foggia) |

|                |           |  |
| E. Calloni 55’ | Marcatori |  |

| Arbitro: | Barbaresco (Cormons) |

|             |           |  |
| Aristei 51’ | Marcatori |  |

| Lecco 25 maggio 1973 35ª giornata | Lecco           | 0 – 0 | Varese | Stadio Mario Rigamonti\| Arbitro: \| Mascia (Milano) \| |
| Arbitro:                          | Mascia (Milano) |       |        |                                                         |

| Arbitro: | Trinchieri (Reggio Emilia) |

|           |           |             |
| Gorin 40’ | Marcatori | 53’ Volpato |

| Arbitro: | Michelotti (Parma) |

|                           |           |  |
| Bertuzzo 12’ E. Salvi 54’ | Marcatori |  |

| Arbitro: | Andreoli (Padova) |

|                     |           |  |
| E. Calloni 29’, 86’ | Marcatori |  |

### Coppa Italia

#### Primo turno
| Verona 27 agosto 1972 1ª giornata | Verona           | 0 – 0 | Varese | Stadio Marcantonio Bentegodi\| Arbitro: \| Levrero (Genova) \| |
| Arbitro:                          | Levrero (Genova) |       |        |                                                                |

| Arbitro: | Vannucchi (Bologna) |

|                                   |           |          |
| E. Calloni 49’ (rig.) La Rosa 61’ | Marcatori | 90’ Enzo |

| Arbitro: | Ciacci (Firenze) |

|           |           |              |
| Prato 10’ | Marcatori | 51’ Anastasi |

| Arbitro: | Menegali (Roma) |

|             |           |                |
| Zanolla 33’ | Marcatori | 23’ Mascheroni |

## Statistiche

### Statistiche di squadra
| Competizione | Punti | In casa | In casa | In casa | In casa | In casa | In casa | In trasferta | In trasferta | In trasferta | In trasferta | In trasferta | In trasferta | Totale | Totale | Totale | Totale | Totale | Totale | DR |
| Competizione | Punti | G       | V       | N       | P       | Gf      | Gs      | G            | V            | N            | P            | Gf           | Gs           | G      | V      | N      | P      | Gf     | Gs     | DR |
| ------------ | ----- | ------- | ------- | ------- | ------- | ------- | ------- | ------------ | ------------ | ------------ | ------------ | ------------ | ------------ | ------ | ------ | ------ | ------ | ------ | ------ | -- |
| Serie B      | 42    | 19      | 11      | 7       | 1       | 19      | 5       | 19           | 2            | 9            | 9            | 11           | 21           | 38     | 13     | 16     | 9      | 30     | 26     | +4 |
| Coppa Italia | 4     | 2       | 1       | 1       | 0       | 3       | 2       | 2            | 0            | 2            | 0            | 1            | 1            | 4      | 1      | 3      | 0      | 4      | 3      | +1 |
| Totale       |       | 21      | 12      | 8       | 1       | 22      | 7       | 21           | 2            | 11           | 9            | 12           | 22           | 42     | 14     | 19     | 9      | 34     | 29     | +5 |

### Statistiche dei giocatori
| Giocatore      | Serie B  | Serie B | Coppa Italia | Coppa Italia | Totale   | Totale |
| Giocatore      | Presenze | Reti    | Presenze     | Reti         | Presenze | Reti   |
| -------------- | -------- | ------- | ------------ | ------------ | -------- | ------ |
| G. Andena      | 37       | 0       | ?            | ?            | 37+      | 0+     |
| D. Barluzzi    | 1        | 0       | ?            | ?            | 1+       | 0+     |
| G. Belluzzi    | 2        | 0       | ?            | ?            | 2+       | 0+     |
| P. Bonafè      | 32       | 0       | ?            | ?            | 32+      | 0+     |
| I. Bonatti     | 8        | 0       | ?            | ?            | 8+       | 0+     |
| A. Borghi      | 37       | 1       | ?            | ?            | 37+      | 1+     |
| E. Calloni     | 19       | 7       | ?            | ?            | 19+      | 7+     |
| C. Della Corna | 19       | -9      | ?            | ?            | 19+      | -9+    |
| L. Fabris      | 19       | -17     | ?            | ?            | 19+      | -17+   |
| N. Fusaro      | 14       | 1       | ?            | ?            | 14+      | 1+     |
| C. Gentile     | 34       | 1       | ?            | ?            | 34+      | 1+     |
| D. Gorin       | 29       | 5       | ?            | ?            | 29+      | 5+     |
| G. La Rosa     | 6        | 0       | ?            | ?            | 6+       | 0+     |
| G. Libera      | 24       | 2       | ?            | ?            | 24+      | 2+     |
| G. Marini      | 27       | 0       | ?            | ?            | 27+      | 0+     |
| R. Mascheroni  | 33       | 8       | ?            | ?            | 33+      | 8+     |
| L. Massimelli  | 31       | 3       | ?            | ?            | 31+      | 3+     |
| E. Prato       | 30       | 2       | ?            | ?            | 30+      | 2+     |
| M. Riva        | 4        | 0       | ?            | ?            | 4+       | 0+     |
| M. Spinelli    | 7        | 0       | ?            | ?            | 7+       | 0+     |
| G. Valmassoi   | 33       | 0       | ?            | ?            | 33+      | 0+     |